# Aliağa
Aliağa és una vila i un districte situada a uns 50 km al nord d'Esmirna a la costa egea turca de la província d'Esmirna. La seva activitat econòmica principal se centra en la refinació del petroli, el desballestament de vaixells i el turisme. A uns quinze quilòmetres al nord d'Aliağa hi ha les restes de l'antiga ciutat eòlida de Mirina; a setze cap al sud hi ha les ruïnes de Cime i a 20 km a l'est les d'Aigai.